# Edward Paisnel
Edward John Louis Paisnel, surnommé la « Bête de Jersey » (en anglais the Beast of Jersey), né en 1925 et mort en 1994, est un délinquant sexuel condamné pour plusieurs agressions commises entre 1960 et 1971 sur l'île Anglo-Normande de Jersey.

## Biographie
À partir de 1960, une série d'agressions sexuelles se déroule dans l'est de Jersey. Un homme attaque la nuit des femmes et des enfants, vêtu d'un long manteau et de bracelets à clous, le visage dissimulé derrière un masque en caoutchouc. La population est terrorisée et surnomme l'agresseur la « Bête de Jersey ». Sur la base de rumeurs, la police soupçonne dans un premier temps un excentrique ouvrier agricole et pêcheur, Alphonse Le Gastelois. Emprisonné d'octobre à novembre 1960, il est à nouveau suspecté en avril 1961 à la suite d'une nouvelle agression mais il est à chaque fois relâché, aucun élément ne permettant de l'incriminer. Malgré cette absence de preuve contre lui, la population jersiaise le considère toujours comme la Bête de Jersey ; Le Gastelois se réfugie sur le petit archipel des Écréhou, entre Jersey et la côte française. Il reste quatorze ans dans une hutte de l'île de la Marmotière, se prétendant seigneur des Écréhou.
Les attaques se poursuivent, malgré l'exil volontaire de Le Gastelois, jusqu'en 1971. Edward Paisnel est arrêté le 17 juillet 1971 à la suite d'un feu grillé et d'une course poursuite avec la police dans les routes de Jersey. La police découvre dans son véhicule des éléments du costume de la Bête de Jersey. Déclarant être un disciple de Gilles de Rais, il est reconnu coupable en décembre 1971 de 13 agressions sexuelles et condamné à 30 ans de prison.